# Féronie
Pour les articles homonymes, voir Feronia et (72) Féronie.
Féronie (en latin Feronia) est une divinité étrusco-italique antique dont le culte, originaire d'Étrurie, présidait aux travaux de l'agriculture et aux limites des champs. Elle était principalement associée à la fertilité, à l'abondance, la bonne santé des bêtes sauvages et des troupeaux. Elle était par ailleurs garante des contrats d'affranchissement des esclaves et était particulièrement révérée et célébrée dans les couches populaires de la population. Les cérémonies annuelles en son honneur étaient appelées les Feroniae et se tenaient le 13 novembre au cours des Ludii Plebeii (Jeux plébéiens), en même temps que les fêtes dédiées à la Fortune de Préneste. Lors de ces cérémonies, ses prêtres, au dire de Strabon, marchaient nu-pieds sur les charbons ardents sans se brûler.

## Étymologie
Le nom de Féronie, Feronia, dérive probablement d'un adjectif en langue sabine apparenté au latin fĕrus. Feronia vient donc de la langue sabine dans laquelle elle est prononcée avec un accent long, Fērōnǐa. La racine du mot, fer- est présente dans de nombreuses langues indo-européennes (par exemple en grec : θήρ, θήριον) et se retrouve en latin dans fĕrus qui signifie « sauvage, non-domestiqué », « non-cultivé, venant des bois », ce qui explique probablement les formes traditionnelles que prennent les sanctuaires qui lui sont dédiés, à savoir des bois sacrés.
Le suffixe du nom de la déesse, en -ona ou -onia, permet de donner une connotation spécifique à son nom, en inspirant la crainte et le danger. La déesse est en effet souveraine d'un espace sauvage, dangereux, elle aide l'homme à se tirer de ce danger, à l'instar d'Angerona qui préside aux angusti dies à l'approche du solstice d'hiver.

## Lieux de culte attestés
Plusieurs lieux de culte, attestés par l'archéologie et les sources littéraires, lui étaient dédiés, notamment le Ferordx fanum, ou Fanum Feroniae, au sud-est de Luna, un autre, appelé Lucus Feroniae sur le Mont Soracte, ainsi qu'un Lucus Feroniae dans la colonie romaine de Capène. Ce dernier était visité par plusieurs communautés : latins, falisques, étrusques, sabins. L'épigraphie permet par ailleurs de confirmer l'existence d'un lieu de culte dédie à Féronia sur les terres de la colonie romaine de Tarracina.

### Capène
Le Lucus de Féronie à Capène était un lieu particulièrement ouvert : quiconque le souhaitait pouvait venir lui rendre honneurs et prières. Ce sanctuaire attire ainsi dès sa fondation des gens d'origines variées : Sabins, Latins, Étrusques, et d'autres encore plus lointains. Le bois sacré conférait à tous un territoire neutre au sein duquel la paix ne devait pas être dérangée.
Le temple de Féronia au pied du Mont Soracte, près de Capène, était quant à lui un lieu de fêtes annuelles en l'honneur de la divinité, donnant lieu à une foire. Les richesses et offrandes des sanctuaires de Capène furent pillées en 211 av. J.-C. par Hannibal Barca lors de sa traversée de l'Italie. Capène devint par la suite colonie romaine, à l'époque d'Auguste, sous le nom de Colonia Iulia Felix Lucoferonensis.

### Terracina
Autre lieu de culte important pour Féronie, le sanctuaire d'Anxur / Terracina, au sud du Latium. Féronie y était vénérée dans un bois sacré, à trois miles de la ville, où Servius place un culte à Jupiter Anxur et à Junon Vierge, qu'il identifie à Féronia. Selon d'autres traditions, les esclaves affranchis récemment pouvaient aller au sanctuaire de Terracina pour recevoir le pileus des affranchis après avoir eu la tête rasée. Ce chapeau symbolisait leur liberté.

### Champ de Mars (Rome)

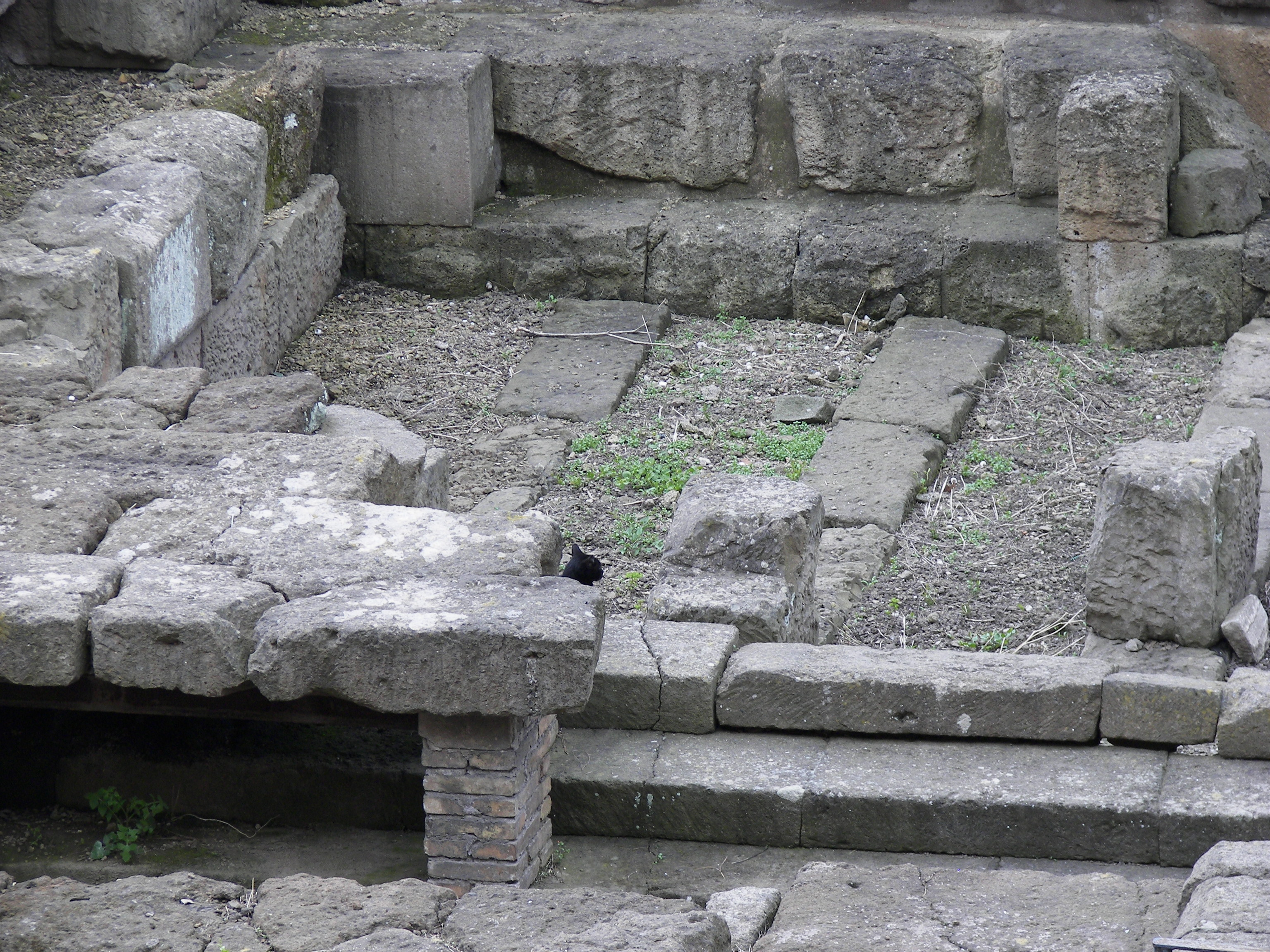
Ruine du temple de Feronia dans le Largo di Torre Argentina

Un temple lui est dédié sur le Champ de Mars à Rome, dans l'actuel aire archéologique du Largo di Torre Argentina. Il fut probablement à l'origine lui aussi un bois sacré, établi en 271 av. J.-C. lors de la censure de Manius Curius Dentatus, vainqueur de Pyrrhus et des Sabins quelque temps auparavant. Son programme édilitaire comprenait par ailleurs un nouvel aqueduc, l'Anio Vetus, ainsi que plusieurs fontaines autour du temple.

### Survivance folklorique
Charles Godfrey Leland atteste des survivances de traditions honorant une sorcière appelée Féronia, en Toscane, au XIXe siècle.

## Patronage, attributs et fonctions
Les historiens et archéologues ont fait l'hypothèse d'une coexistence de plusieurs formes de cultes dédiés à Féronie. Ses fonctions précises et ses attributs restent en partie débattus. La plupart des Latins croyaient en une Féronie déesse des moissons, honorée notamment au moment de la moisson pour assurer une bonne récolte d'année en année. Festus évoque l'existence d'un picus Feronius, oiseau de la déesse doté de pouvoirs prophétiques et vivant à Trebula Mutuesca, ville des Sabins, tout le picus Martius de Tiora Matiena dans le Latium vetus.

### Déesse de la nature sauvage
Deux traditions concernant le sanctuaire de Féronie à Terracina soulignent l'association de la divinité au monde sauvage : Servius écrit que lorsqu'un feu avait détruit son bois sacré et que les habitants de la ville s'apprêtaient à déplacer sa statue de culte dans un autre endroit, le bois brûlé redevint soudainement intégralement vert, comme si le feu n'avait jamais pris. Pline l'Ancien quant à lui raconte que lorsqu'au temps de la guerre sociale on tenta de construire des fortifications et des tours de garde entre Terracina et le sanctuaire de Féronie, ces dernières étaient systématiquement détruites par la foudre. La déesse aurait manifesté ainsi son refus d'être rattachée à la ville, monde civilisé, par le truchement d'un rempart, souhaitant donc demeurer dans le monde sauvage.
Selon Georges Dumézil, Féronia est la déesse de la nature sauvage, de l'indompté, de la force vitale naturelle, honorée car elle pousse l'homme à utiliser cette force vitale dans une direction qui lui permet de se nourrir, de vivre, et de fertiliser la terre. Elle féconde et soigne, et malgré le fait qu'elle soit vénérée dans les espaces sauvages et les bois, on lui offre spécifiquement les premiers fruits de la récolte, car elle permet la domestication des forces de la végétation, favorisant une transformation depuis l'inculte au nourricier.
Il la compare par ailleurs au dieu védique Rudra, similaire à Féronie en ce qu'il représente l'intransformé, ce qui n'a pas été modifié par la civilisation. Il est le dieu des choses brutes, de la jungle, à la fois dangereux et utile, soigneur par les herbes de son domaine, protecteur des affranchis et des parias, des hors-caste.

### Affranchissement et liberté
Varron identifie Féronie à l'hypostase Libertas, déesse personnifiant la liberté. Selon Servius, grammairien tardif, Féronie était la divinité tutélaire des affranchis, en tant que Feronia dea Libertorum. Une stèle inscrite découverte dans le sanctuaire de Terracina indique qu'un esclave méritant pouvait ici s'asseoir pour se relever libre. Tite-Live note quant à lui la collecte d'une femme affranchie pour remercier Féronie,. D'autres sources évoquent des rituels d'affranchissements qui se tenaient dans le sanctuaire de Terracina.

### Patronne des Sabins
Féronie fait partie des divinités que les magistrats monétaires romains originaires des cités de Sabine avaient coutume d'honorer sur leurs monnaies. Elle pourrait d'ailleurs avoir été introduite dans les cultes romains au moment de la conquête de la Sabine par Manius Curius Dentatus au tout début du IIIe siècle av. J.-C..

### Présence dans l'Énéide
Dans l’Énéide, de Virgile, lors du combat final entre Turnus, roi des Rutules et maître d'Ardée, et Énée, des troupes sortent du bois sacré de Féronie pour rejoindre Turnus. Dans la même œuvre, le roi arcadien Évandre se remémore comment dans sa jeunesse il tua un des fils de Féronie, Erulus, qui tout comme Géryon avait trois corps et trois âmes, obligeant l'homme à être vaincu trois fois. Dans l'Énéide, Erulus est roi de Préneste.